# Oslo
Oslo (mai demult Christiania, scris și Kristiania) este capitala și cea mai populată comună a Norvegiei. Se află lângă Alna[*], Oslofjord[*] și Akerselva[*], la o altitudine de 23 m deasupra nivelului mării. Are o suprafață de 454,12 km² și 480,75 km². Populația este de 709.037 locuitori, determinată în 1 ianuarie 2023, prin estimare[*].
Împreună cu comunele provinciei (fylke) Akershus formează o zonă metropolitană locuită de aproximativ 1,4 milioane de oameni. Comuna urbană Oslo și fylke Oslo sunt aceeași entitate.
Comunele învecinate sunt: la vest, Bærum, la nord Ringerike, Lunner și Nittedal, la est Skedsmo și Lørenskog, la sud Enebakk, Ski și Oppegård, iar la sudvest peninsula Nesodden.
Cel mai înalt punct este Kirkeberget (629 m), care este totodată și cel mai nordic punct al orașului.

## Geografie
Oslo este situat în capul fiordului Oslo. Fiordul se află în sudul orașului. În partea opusă se află dealuri și munți.
Există 40 de insule pe teritoriul orașului, cea mai mare fiind Malmøya (0,56 km²). Oslo are 343 de lacuri, cel mai mare fiind Maridalsvannet (3,91 km²). Acesta îi este și sursa cea mai importantă de apă potabilă.
Iarna este lungă și relativ rece. Temperaturi sub 0 °C pot fi întâlnite din septembrie până în mai, cu ianuarie drept cea mai friguroasă lună, cu temperatura medie de -4.3 °C. Cea mai joasă temperatură înregistrată la Oslo a fost -27,1 °C în ianuarie 1942.
Nivelul mediu de precipitații este de 763 mm pe an, iernile fiind ceva mai uscate decât verile.

## Istorie
Conform cronicii Snorres kongesaga, Oslo a fost fondat în jurul anului 1048 d. Hr. de către regele Harald Hardråde. Etimologia numelui Oslo este disputată. În Evul Mediu numele a fost scris și Anslo, Ásló og Ósló, os însemnând „pajiște”. Ar putea fi vorba de pajiștea astăzi numită Ekeberg. Oslo a devenit capitala Norvegiei în anul 1314, în timpul domniei lui Håkon al V-lea (1299-1319), primul rege care și-a stabilit permanent la Oslo, și care de asemenea a demarat construcția castelului Akershus. După un incendiu de trei zile în 1624, locuitorii au fost forțați să se mute la vest de portul Bjørvika, acolo unde se afla Akershus, castelul regal. Noul sector a fost numit Christiania (după regele Christian IV al Danemarcei), Oslo-ulul originar rămânând ca denumire a zonei din afara noului oraș. În 1859 Christiania și Oslo s-au unit, iar din 1925 numele capitalei a redevenit Oslo. 

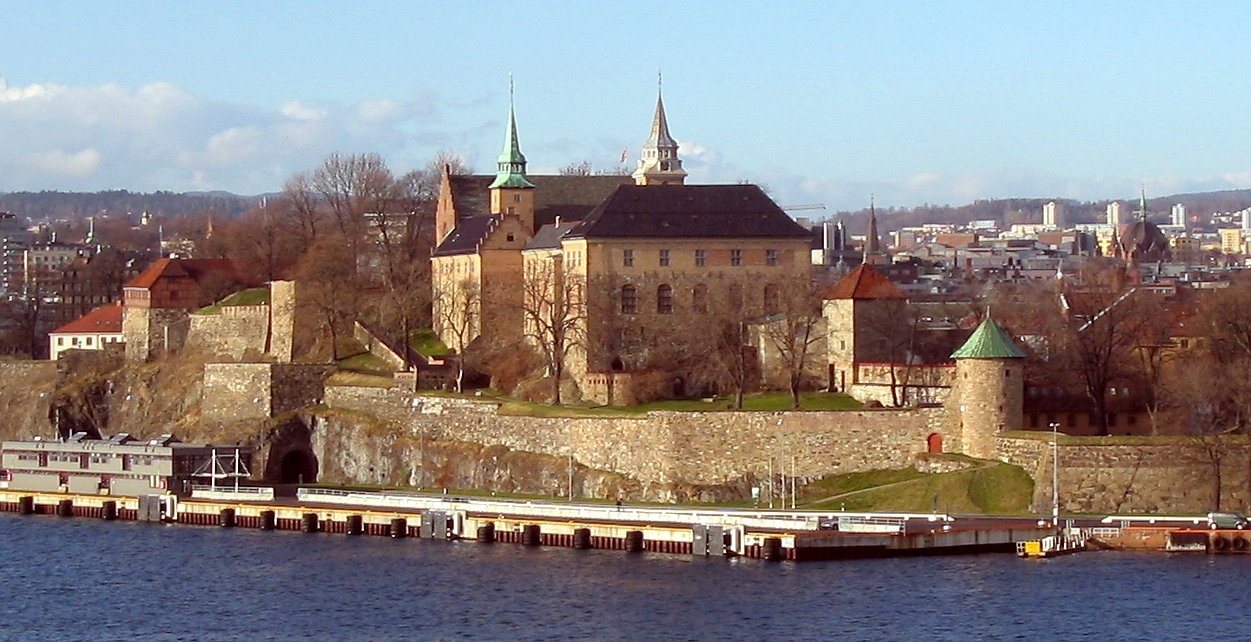
Fortăreața și castelul Akershus

În timpul uniunii cu Danemarca (1660-1814) Oslo va pierde statutul de capitală, și va stagna și din punct de vedere economic. Faptul că Universitatea Oslo a fost fondată doar în 1811 a avut un efect advers în dezvoltarea țării.
Anii 1880 au fost o perioadă de puternică dezvoltare, multe clădiri importante fiind din această perioadă: Palatul regal, clădirea Universității, clădirea Parlamentului (Storting), clădirea Teatrului Național etc.
Construcția clădirii Primăriei a fost terminată în 1950, iar în anii 1950 multe cartiere de blocuri au fost construite în partea de est a orașului pentru a atenua lipsa mare de locuințe ce s-a simțit în primii ani de după război.

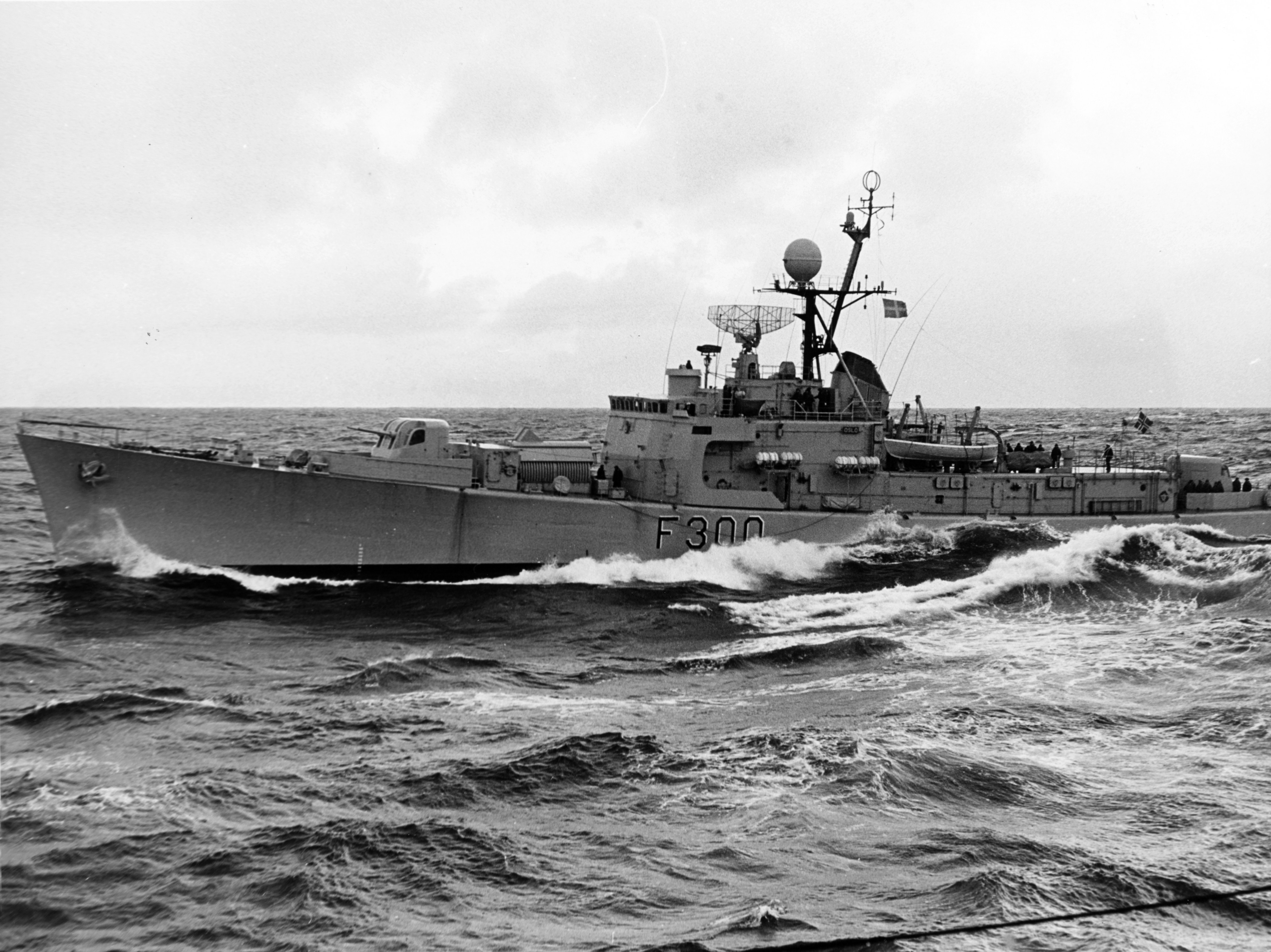
Nava cu același nume

## Personalități născute aici
- Niels Juel (1629 – 1697), amiral, om de stat;
- Johan Ernst Gunnerus (1718 – 1773), botanist;
- Christian Braunmann Tullin (1728 – 1765), poet;
- Christopher Hansteen (1784 – 1873), astronom;
- Waldemar Thrane (1790 – 1828), compozitor;
- Lars Saabye Christensen (n. 1953), scriitor;
- Sigurd Wongraven (n. 1975), cântăreț.